# Ćmiszew Rybnowski
Ćmiszew Rybnowski [ˈt͡ɕmiʂɛf rɨbˈnɔfski] est un village polonais de la gmina de Rybno dans le powiat de Sochaczew et dans la voïvodie de Mazovie.
Il se situe à environ 8 kilomètres à l'ouest de Sochaczew et à 59 kilomètres à l'ouest de Varsovie.